# Opération Abstention
Campagne des Balkans,
Seconde Guerre mondiale
Batailles
1940
- Vado
- Siège de Malte
- Club Run
- Convoi Espero
- Mers el-Kébir
- Punta Stilo
- Cap Spada
- Hurry
- Cap Passero
- MB.8
- Tarente
- Détroit d'Otrante
- White
- Cap Teulada

1941
- Excess
- Convoi AN 14
- Grog
- Abstention
- Baie de La Sude
- Cap Matapan
- Îles Kerkennah
- Crète
- Galite
- Substance
- Halberd
- Convoi Duisburg
- Cap Bon
- Syrte (1941)
- Rade d'Alexandrie

1942
- Syrte (1942)
- Calendar
- Bowery
- Albumen
- Harpoon
- Vigorous
- Pedestal
- Agreement
- Torch
- Stoneage
- Sabordage de la flotte française à Toulon
- Portcullis
- Banc de Skerki
- Olterra (navire auxiliaire)
- Raid sur Alger

1943
- Zouara
- Convoi de Cigno
- Convoi de Campobasso
- Corkscrew
- Husky
- Gela
- Scylla
- Pietracorbara
- Dodécanèse
  - Rhodes
  - Leros
  - Kos
- Convoi KMF-25A

1944
- Ist
- Raid sur Santorin
- Raid sur Symi
- Port-Cros
- La Ciotat
- Île de Pag

1945
Mer Ligure
- Convois alliés
  - convois de Malte
- Campagne des U-boote
- Campagne adriatique

- Invasion de l'Albanie
- Guerre italo-grecque
- Invasion de la Yougoslavie
- Opération Châtiment
- Bataille de Grèce
- Opération Abstention
- Bataille de Crète
- Campagne de la mer Noire

L'opération Abstention était le nom de code donné par les Britanniques à l'invasion, fin février 1941, de l'île italienne de Kastellórizo, au large de la Turquie, durant la Seconde Guerre mondiale. L'objectif était d'établir une base pivot afin de menacer la suprématie italienne aérienne et navale sur les iles du Dodécanèse.

## Contexte
Après l'attaque de Tarente et le succès de l’opération Compass en Cyrénaïque, la Grande-Bretagne et ses alliés disposaient de l'initiative en Méditerranée. Convaincu que la neutralisation des forces italiennes dans le Dodécanèse constituait l'étape suivante, le commandement de la flotte de Méditerranée planifia l'occupation de la petite île de Kastelórizo, la plus à l'est de l'archipel, à environ 110 km de Rhodes. L’opération devait constituer le premier pas vers le contrôle de l'ensemble de la mer Égée,
Cependant les Italiens étaient loin de l'effondrement. Leurs forces navales et aériennes restaient en mesure de conduire des raids sporadiques contre les convois alliés entre l’Égypte et la Grèce.

## Le débarquement britannique
La principale force était composée de 200 commandos britanniques, transportés par les destroyers HMS Decoy et HMS Hereward. Un détachement de 24 Royal Marines avait pris place à bord de la canonnière HMS Ladybird. La flottille quitta la baie de la Sude le 24 février 1941.
Le plan initial consistait à ouvrir une tête de pont sur l'île pour 24 heures, le temps de faire venir une compagnie d'infanterie (Sherwood Foresters (en)) afin de consolider les positions. Cette second force devait venir depuis Chypre à bord d'un yacht armé, le HMS Rosaura, escorté par les croiseurs HMAS Perth et HMS Bonaventure.
Avant l'aube, les commandos et les Royal Marines entamèrent le débarquement dans le port principal de l'île, après une reconnaissance de la côte par le sous-marin HMS Parthian. La présence italienne à Kastelórizo se résumait à une petite force disparate de soldats et douaniers (Guardia di Finanza) responsables d'une station radio. Les troupes britanniques prirent la garnison par surprise, capturant la station radio. Douze soldats furent faits prisonniers. Avant d'être submergés par les commandos, les Italiens alertèrent Rhodes, principale base aéronavale du Dodécanèse. Des sources italiennes soutiennent que les Britanniques se saisirent de la clé de chiffrement italienne, mais cette affirmation est réfutée par Marc’Antonio Bragadin, alors officier naval d'un grade élevé. Les sources britanniques ne mentionnent pas ce point.

## La contre attaque italienne

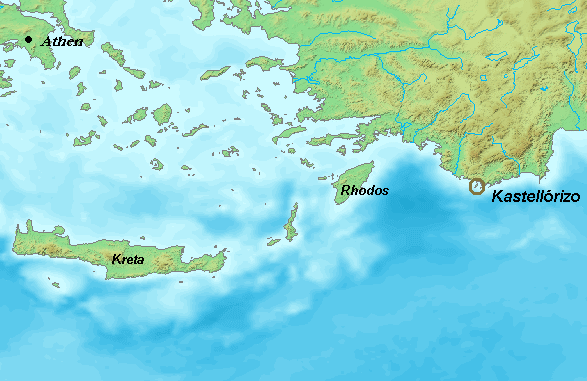
Carte de la Mer Égée (sud est)

Quelques heures plus tard, les avions de la Regia Aeronautica apparurent au-dessus de l'île. Les bombardiers visèrent le château du port et les principales collines où les commandos s'étaient retranchés. Pendant l'un de ces raids, le HMS Ladybird fut touché par une bombe, blessant trois matelots. La canonnière, déjà à court de carburant pour poursuivre sa mission, fut contrainte de réembarquer les Royal Marines et de se diriger vers Haïfa. Une conséquence de ce retrait fut la perte de la liaison radio avec Alexandrie.
La démonstration de force de la Regia Marina se déroula aux premières lueurs du 27. Les torpilleurs Lupo et Lince débarquèrent environ 240 soldats au nord du port, tout en bombardant les positions britanniques avec leurs canons de 100 mm. Pendant ce temps, le HMS Hereward, averti par les commandos au sol de la présence de la marine italienne, décida de rejoindre le Decoy, alors à environ 65 km de la côte. Le commandement des opérations donna l'ordre de désorganiser le débarquement des troupes italiennes, mais les destroyers furent incapables d'entrer en contact avec les navires adverses. Le Hereward rapporta que la présence des navires italiens rendait extrêmement dangereux le débarquement de la force principale britannique du Rosaura, débarquement déjà compromis par les attaques aériennes sur le port. En conséquence, le débarquement fut repoussé et réorganisé : il serait conduit par les destroyers HMS Decoy et HMS Hero, après transbordement de la compagnie des Sherwood Foresters à partir du Rosaura. Tous les navires furent rappelés à Alexandrie pour cette reprogrammation. Pour ne rien arranger l'amiral Renouf tomba malade et fut remplacé par le commandant Egerton, commandant du croiseur Bonaventure.
Au même moment, la mer agitée força également la marine italienne à suspendre le débarquement jusqu'au matin du 28. Les forces italiennes déjà à terre continuèrent à harceler les commandos britanniques épuisés et isolés, n'ayant emmené de ravitaillement que pour 24 heures,.
L'escadre italienne revint quelques heures plus tard, renforcée par deux destroyers venus de Leros, le Crispi et le Sella, et deux vedettes lance-torpilles, afin de débarquer le reste des troupes terrestre et de poursuivre le bombardement. La pression combinée par air, par mer et à terre rendait la position britannique intenable. En fait, lorsque les forces venues d'Alexandrie arrivèrent le 28, le commandant de la compagnie, le major Cooper, après avoir conféré avec ses homologues, réalisa que sans un soutien aérien et naval soutenu la poursuite du débarquement était impossible. Le gros des forces terrestres fut donc rembarqué, laissant une arrière-garde d'environ 40 soldats, qui furent encerclés puis capturés par les Italiens.
Alors qu'il protégeait la retraite, le HMS Jaguar fut la cible de deux torpilles lancées par le Crispi, qui le manquèrent. Le Jaguar répondit avec ses canons de 120 mm, mais une panne de projecteur de visée l'empêcha de mettre au but. Après cette dernière action infructueuse, la flotte britannique retourna à Alexandrie. Les destroyers britanniques HMS Nubian, HMS Hasty et Jaguar, conduisant une mission d'interception en profondeur entre Rhodes et Kastelórizo, ne purent intercepter les navires italiens sur leur retour.

## Conséquences
L'opération fut décrite par l'amiral Cunningham comme « a rotten business and reflected little credit to everyone ». Une commission d'enquête conclut que le commandant du Hereward avait commis une erreur de jugement en rejoignant le Decoy, au lieu de rechercher sans délai le contact avec les forces ennemies. Cette erreur s'était révélée déterminante dans l'échec du débarquement principal et l'isolement des commandos. Les commandants britanniques furent également surpris par la vigueur de la réaction des Italiens,.
Les Italiens conservèrent le contrôle du Dodécanèse jusqu'à la capitulation de leur pays en septembre 1943.

## Ordre de bataille

### Italie
Italie fasciste
- Amiral Luigi Biancheri
  - 2 destroyers: Crispi, Sella 
  - 2 torpilleurs: Lupo, Lince
  - 2 vedettes lance-torpilles : MAS-541, MAS-546
  - Garnison de l'île: 30 soldats des transmissions
10 carabiniers and Guardia di Finanza
  - Troupes débarquées : 240 soldats et 88 marines

### Alliés
Royaume-Uni
 Australie
- Amiral Andrew Cunningham
- Force de la Sude :
  - 2 destroyers: HMS Hereward, HMS Decoy
  - 1 canonnière: HMS Ladybird
  - 1 sous-marin: HMS Parthian
  - Commando : 200 soldats
  - Détachement de Marines : 24 marines
- Force de Chypre :
  - 3e Escadre de croiseurs :HMAS Perth, HMS Bonaventure
  - Yacht armé : HMS Rosaura
  - Force de garnison : environ 150 soldats
- Force d'Alexandrie :
  - 2 destroyers: HMS Jaguar, HMS Hero